# Роба

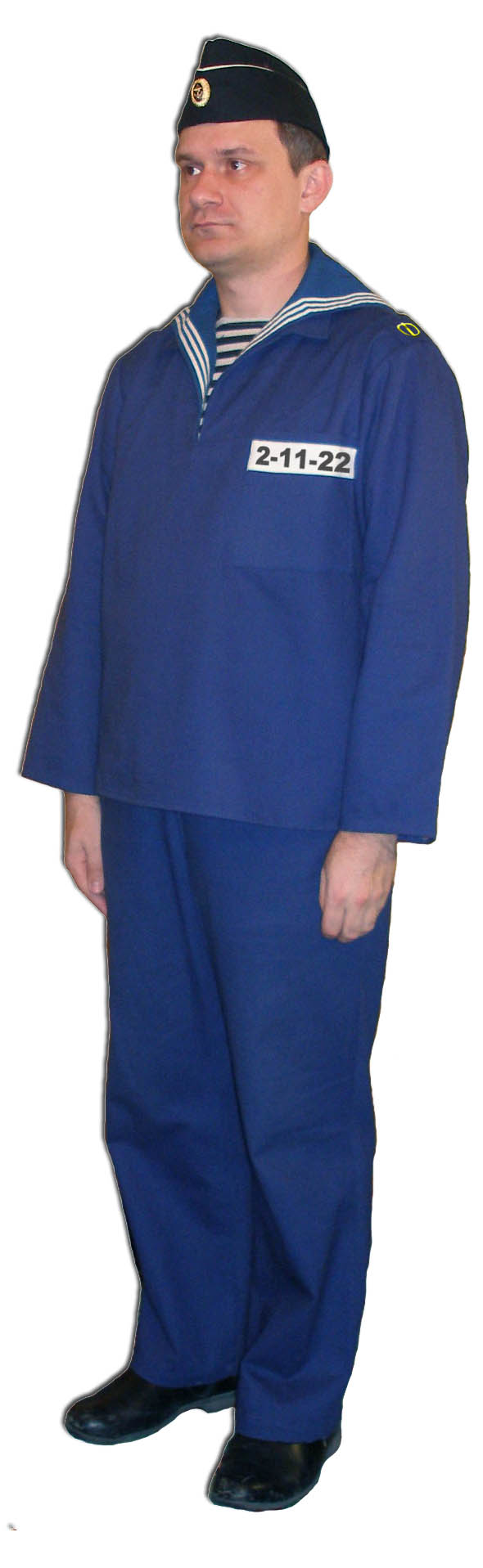
Матросская роба

Ро́ба — грубая рабочая одежда свободного покроя, не сковывающая движений во время работы. Обычно изготавливается из прочной ткани, например, парусины или брезента.

## История
Первые робы начали делать моряки в Голландии. Она представляла собой рубашку и короткие шаровары из парусиновой ткани, которые пропитывались горячим воском и одежда становилась непроницаемой для воды. Петру I очень приглянулась голландская роба, и на её основе была разработана спецодежда моряков.
Перенял этот европейский опыт и начал применять его в России Пётр I. Однако специальная рабочая одежда получила широкое распространение в нашей стране лишь к концу XIX века

## Некоторые виды робы
- Шахтерская роба.
- Тюремная роба.
- Строительная роба[4].
- Матросская роба.
- Костюм сварщика.

## В других языках
- В итальянском (в XVI веке) — длинная верхняя мужская одежда, сделанная из тяжёлого сукна, с широким отложным воротником и с рукавами, имевшими большие буфы. (Энциклопедия моды. Андреева Р., 1997)
- В французском (франц. robe — платье)

1. устаревшее: название одежды, платья.
2. Грубая рабочая одежда, обычно парусиновая или брезентовая; пример: матросская роба. (Терминологический словарь одежды. Орленко Л. В., 1996)

## В литературе
Княжны — в немецких робах со шлепами:
Наталья — в персиковом, Ольга — в зелёном, полосатом,
старшая —Антонида— в робе цвета «незабвенный закат».Алексей Толстой. «Пётр Первый», книга 2, глава 1